# رادیموویتسه و تابورا
رادیموویتسه و تابورا (به چکی: Radimovice u Tábora) یک منطقهٔ مسکونی در جمهوری چک است که در منطقه تابور واقع شده‌است. رادیموویتسه و تابورا ۲٫۶۶ کیلومتر مربع مساحت و ۶۴ نفر جمعیت دارد و ۴۸۷ متر بالاتر از سطح دریا واقع شده‌است.